# ميدولا
ميدولا (بالإيطالية: Medolla)‏ هي بلدية في مقاطعة مودينا في إقليم إميليا رومانيا الإيطالي.

## السكان
في سنة 1861 بلغ عدد السكان 3٬719 نسمة، وتطور العدد ليصل في سنة 2011 لـ 6٬322 نسمة.
يظهر هذا المخطط البياني تطور النمو السكاني لـ ميدولا